# Lycodon

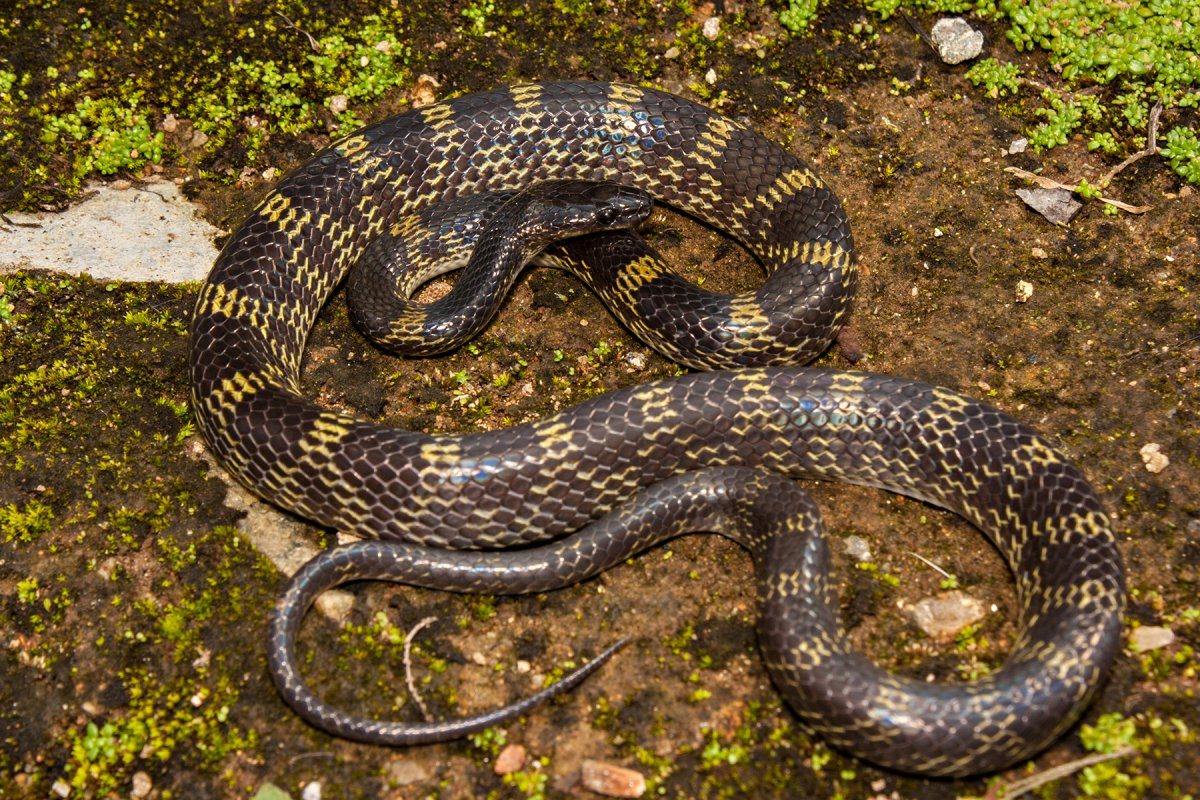
L. travancoricus

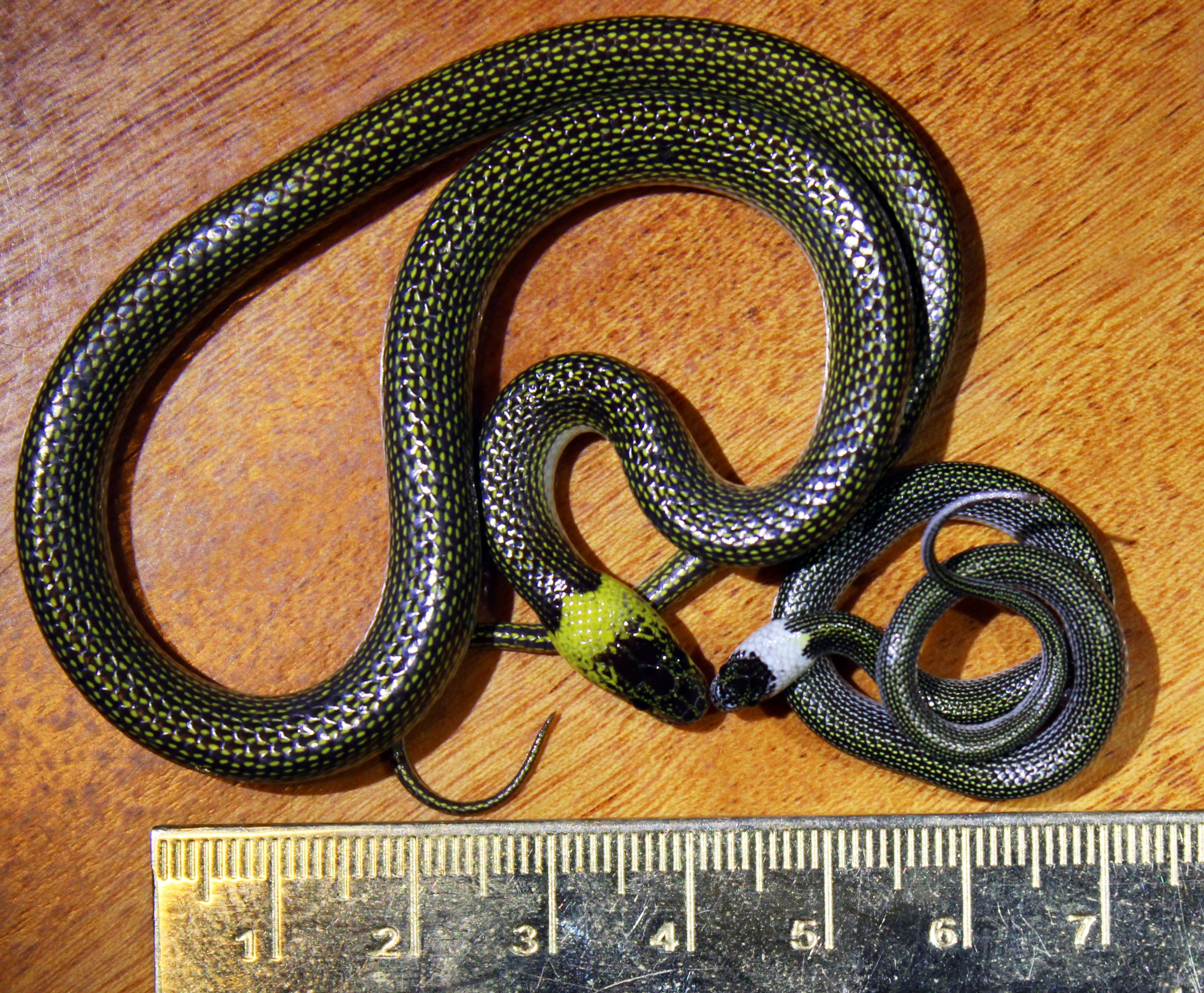
L. jara

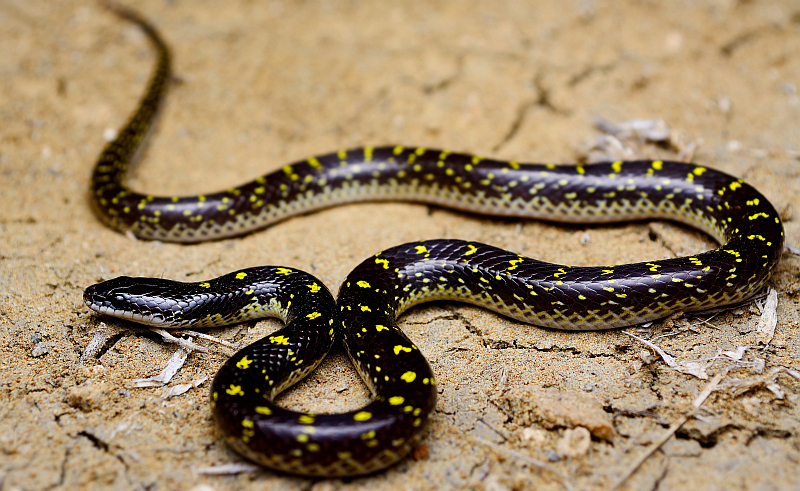
L. flavomaculatus

L. aulicus

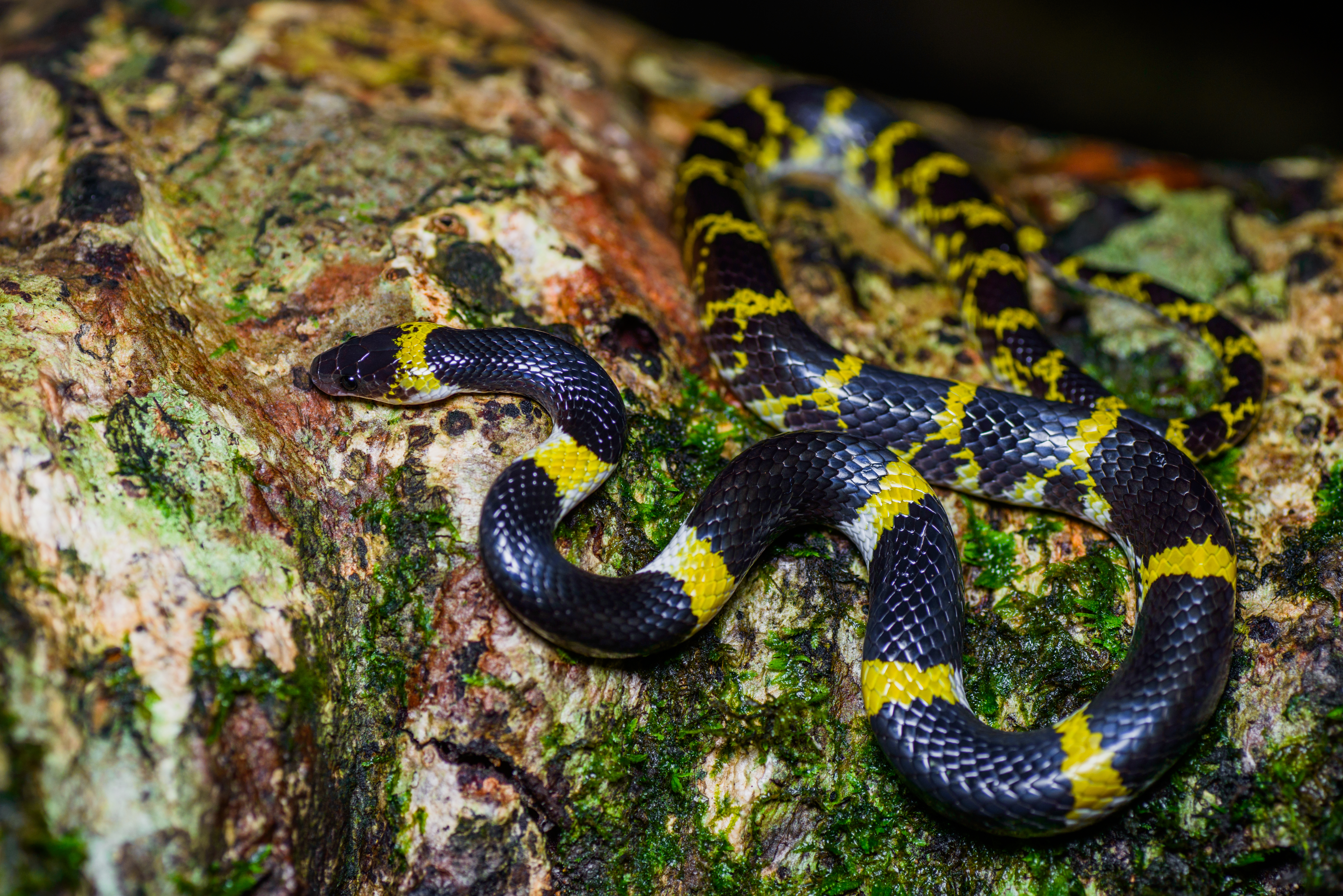
Wilkoząb laotański (L. laoensis)

Lycodon – rodzaj węży z podrodziny Colubrinae w rodzinie połozowatych (Colubridae).

## Zasięg występowania
Rodzaj obejmuje gatunki występujące w Iranie, Turkmenistanie, Uzbekistanie, Tadżykistanie, Afganistanie, Pakistanie, Indiach, Malediwach, Sri Lance, Nepalu, Chinach (włącznie z Tajwanem), Rosji (Kraj Nadmorski), Bhutanie, Bangladeszu, Mjanmie, Laosie, Wietnamie, Kambodży, Tajlandii, Malezji, Singapurze, Indonezji, Brunei, Timorze Wschodnim, Korei, Japonii, na Filipinach, Nowej Gwinei i w Australii (na Wyspie Bożego Narodzenia).

## Systematyka

### Etymologia
- Lycodon: gr. λυκος lukos „wilk”[20]; οδους odous, οδοντος odontos „ząb”[21].
- Cercaspis: gr. κερκος kerkos „ogon”; ασπις aspis, ασπιδος aspidos „tarcza”[3]. Gatunek typowy: Hurria carinata Kuhl, 1820.
- Ophites: gr. οφιτης ophitēs „wężowaty, podobny do węża”[22]. Gatunek typowy: Lycodon subcinctus F. Boie, 1827.
- Dinodon: gr. δεινος deinos „straszny, groźny”[23]; οδους odous, οδοντος odontos „ząb”[21]. Gatunek typowy: Dinodon cancellatum Duméril, 1853 (= Lycodon rufozonatus Cantor, 1842).
- Odontomus: gr. οδους odous, οδοντος odontos „ząb”[21]; ομος omos „wspólny, złączony”[24]. Gatunek typowy: Coluber nympha Daudin, 1803.
- Sphecodes: gr. σφηκωδης sphēkōdēs „smukły jak osa”[25]. Gatunek typowy: Sphecodes albofuscus A.M.C. Duméril, Bibron & A.H.A. Duméril, 1854.
- Dryocalamus: gr. δρυς drus, δρυος druos „drzewo, zwłaszcza dąb”[26]; καλαμος kalamos „trzcina”[27]. Gatunek typowy: Dryocalamus tristrigatus Günther, 1858.
- Leptorhytaon: gr. λεπτος leptos „drobny”[28]; ῥυτις rhutis, ῥυτιδος rhutidos „fałda, zmarszczka”[29]. Gatunek typowy: Coluber jara Shaw, 1802.
- Tetragonosoma: gr. τετραγωνος tetragōnos „kwadrat”, od τετρα- tetra- „cztery”, od τεσσαρες tessares „cztery”[30]; σωμα sōma, σωματος sōmatos „ciało”[31]. Gatunek typowy: Lycodon effraenis Cantor, 1847.
- Eumesodon: gr. ευ eu „ładny, dobry”[32]; μεσος mesos „środkowy”[33]; οδους odous, οδοντος odontos „ząb”[21]. Gatunek typowy: Eumesodon semicarinatus Cope, 1860.
- Euprotodon: gr. ευ eu „ładny, dobry”[32]; πρωτος prōtos „przedni”[34]; οδους odous, οδοντος odontos „ząb”[21]. Gatunek typowy: Coluber aulicus Linnaeus, 1758.
- Lepidocephalus: gr. λεπις lepis, λεπιδος lepidos „łuska, płytka”, od λεπω lepō „łuszczyć”[28]; -κεφαλος -kephalos „-głowy”, od κεφαλη kephalē „głowa”[35]. Gatunek typowy: Lepidocephalus fasciatus Hallowell, 1860 (= Eumesodon semicarinatus Cope, 1860).
- Hydrophobus: gr. ὑδρο- hudro- „wodny-”, od ὑδωρ hudōr, ὑδατος hudatos „woda”[36]; φοβος phobos „strach, panika, paniczna ucieczka”, od φεβομαι phebomai „uciekać ze strachu, umykać”[37]. Gatunek typowy: Hydrophobus semifasciatus Günther, 1862 (= Coluber nympha Daudin, 1803).
- Nymphophidium: gr. νυμφη numphē „nimfa”[38]; οφιδιον ophidion „mały wąż”, zdrobnienie od οφις ophis, οφεως opheōs „wąż”[39]. Gatunek typowy: Nymphodidium maculatum Günther, 1864.
- Tytleria: płk Robert Christopher Tytler (1818–1872), oficer British Army w Indiach w latach 1835–1864, przyrodnik, pionier fotografii, kolekcjoner[14]. Gatunek typowy: Tytleria hypsirhinoides Theobald, 1868.
- Ulupe: etymologia nieznana, Blanford nie wyjaśnił pochodzenia nazwy rodzajowej[15]. Gatunek typowy: Ulupe davisoni Blanford, 1878.
- Lepturophis: gr. λεπτος leptos „delikatny, smukły”[28]; ουρα oura „ogon”[40]; οφις ophis, οφεως opheōs „wąż”[39]. Gatunek typowy: Lepturophis borneensis Boulenger, 1900 (= Sphecodes albofuscus A.M.C. Duméril, Bibron & A.H.A. Duméril, 1854).
- Haplonodon: gr. ἁπλοος haploos „pojedynczy”; νωδον nōdoς „bezzębny”[17]. Gatunek typowy: Haplonodon philippinensis Griffin, 1910 (= Lycodon muelleri A.M.C. Duméril, Bibron & A.H.A. Duméril, 1854).

### Podział systematyczny
Do rodzaju należą następujące gatunki:

- Lycodon albofuscus (Duméril, Bibron & Duméril, 1854)
- Lycodon alcalai Ota & Ross, 1994
- Lycodon anakradaya Nguyen, Duong, Wood & Grismer, 2022
- Lycodon aulicus (Linnaeus, 1758)
- Lycodon banksi Luu, Bonkowski, Nguyen, Le, Calame & Ziegler, 2018
- Lycodon bibonius Ota & Ross, 1994
- Lycodon bicolor (Nikolsky, 1903)
- Lycodon butleri Boulenger, 1900
- Lycodon capucinus Boie, 1827
- Lycodon cardamomensis Daltry & Wüster, 2002
- Lycodon carinatus (Kuhl, 1820)
- Lycodon cathaya Wang, Qi, Lyu, Zeng & Wang, 2020
- Lycodon cavernicolus Grismer, Quah, Anuar M.S., Muin, Wood & Nor, 2014
- Lycodon chapaensis (Angel & Bourret, 1933)
- Lycodon chithrasekarai (Wickramasinghe, Vidanapathirana, Pushpamal & Wickramasinghe, 2020)
- Lycodon chrysoprateros Ota & Ross, 1994
- Lycodon davidi Vogel, Nguyen, Kingsada & Ziegler, 2012
- Lycodon davisonii (Blanford, 1878)
- Lycodon deccanensis Ganesh, Deuti, Punith, Achyuthan, Mallik, Adhikari & Vogel, 2020
- Lycodon dumerilii (Boulenger, 1893)
- Lycodon effraenis Cantor, 1847
- Lycodon fasciatus (Anderson, 1879)
- Lycodon fasciolatus (Shaw, 1802)
- Lycodon fausti Gaulke, 2002
- Lycodon ferroni Lanza, 1999
- Lycodon flavicollis Mukherjee & Bhupathy, 2007
- Lycodon flavomaculatus Wall, 1907
- Lycodon flavozonatus (Pope, 1928)
- Lycodon futsingensis (Pope, 1928)
- Lycodon gammiei (Blanford, 1878)
- Lycodon gibsonae Vogel & David, 2019
- Lycodon gongshan Vogel & Luo, 2011
- Lycodon gracilis (Günther, 1864)
- Lycodon hypsirhinoides (Theobald, 1868)
- Lycodon jara (Shaw, 1802)
- Lycodon kundui Smith, 1943
- Lycodon laoensis Günther, 1864 – wilkoząb laotański[41]
- Lycodon latifasciatus Nguyen, Lee, Jiang, Ding, Chit, Poyarkov & Vogel, 2025
- Lycodon liuchengchaoi Zhang, Jiang, Vogel & Rao, 2011
- Lycodon muelleri Duméril, Bibron & Duméril, 1854
- Lycodon multifasciatus (Maki, 1931)
- Lycodon multizonatus (Zhao & Jiang, 1981)
- Lycodon neomaculatus (Nguyen, Lee, Pauwels, Kennedy-Gold, Poyarkov, David & Vogel, 2024)
- Lycodon nympha (Daudin, 1803)
- Lycodon obvelatus Wang, Yu, Vogel & Che, 2020
- Lycodon ophiophagus Vogel, David, Pauwels, Sumontha, Norval, Hendrix, Vu & Ziegler, 2009
- Lycodon orientalis (Hilgendorf, 1880)
- Lycodon paucifasciatus Rendahl, 1943
- Lycodon philippinus (Griffin, 1909)
- Lycodon pictus Janssen, Pham, Ngo, Le, Nguyen & Ziegler, 2019
- Lycodon poyarkovi Nguyen & Vogel, 2025
- Lycodon rosozonatus (Hu & Zhao, 1972)
- Lycodon rufozonatus Cantor, 1842
- Lycodon ruhstrati (Fischer, 1886)
- Lycodon sealei Leviton, 1955
- Lycodon semicarinatus (Cope, 1860)
- Lycodon septentrionalis (Günther, 1875)
- Lycodon serratus Wang, Yu, Vogel & Che, 2020
- Lycodon sidiki Wostl, Hamidy, Kurniawan & Smith, 2017
- Lycodon solivagus Ota & Ross, 1994
- Lycodon stormi Boettger, 1892
- Lycodon striatus (Shaw, 1802) – wilkoząb dwubarwny
- Lycodon subannulatus (Duméril, Bibron & Duméril, 1854)
- Lycodon subcinctus Boie, 1827
- Lycodon synaptor Vogel & David, 2010
- Lycodon tessellatus Jan, 1863
- Lycodon tiwarii Biswas & Sanyal, 1965
- Lycodon travancoricus (Beddome, 1870)
- Lycodon tristrigatus (Günther, 1858)
- Lycodon truongi Nguyen, Duong, Wood & Grismer, 2022
- Lycodon yunnanensis (Werner, 1922)
- Lycodon zawi Slowinski, Pawar, Win, Thin, Gyi, Oo & Tun, 2001
- Lycodon zayuensis Jiang, Wang, Jin & Che, 2020
- Lycodon zoosvictoriae Neang, Hartmann, Hun, Souter & Furey, 2014